# 9-15-2000, Brussels
Brussels 2000 – album nagrany podczas koncertu Einstürzende Neubauten w Ancienne Belgique w Brukseli 9 września 2000.

## Lista utworów
1. Silence Is Sexy 	- 6:42
2. Sabrina 	- 5:26
3. Dingsaller 	- 5:05
4. Die Interimsliebenden 	- 6:37
5. NNNAAAMMM 	- 9:05
6. Haus der Lüge 	- 3:56
7. Zebulon 	- 4:07
8. Newton's Gravitätlichkeit 	- 2:46
9. Zampano 	- 5:16
10. Ein seltener Vogel (Rampe) 	- 7:21
11. Beauty 	- 2:56
12. Die Befindlichkeit des Landes 	- 2:59
13. Sonnenbarke 	- 9:05
14. Der Schacht von Babel 	- 5:12
15. Redukt 	- 10:09
16. Jubel 	- 2:15
17. Musentango 	- 2:40
18. Alles 	- 5:51
19. Ende Neu 	- 8:05
20. Alles 	- 5:51
21. Yü Gung	- 8:05
22. Installation No.1 	- 5:51
23. Salamandrina 	 - 4:35

## Twórcy
- Blixa Bargeld
- N.U. Unruh
- Alexander Hacke
- Jochen Arbeit
- Rudolf Moser